# Diplurodes anetotasis
Diplurodes anetotasis là một loài bướm đêm trong họ Geometridae.